# 加法単位元
数学、とくに抽象代数学における加法単位元（かほうたんいげん、英: additive identity）は、加法を演算として備える集合において、ほかのどのような元 x に加えても x が変化しない特別の元である。最もよく馴染みのある加法単位元のひとつとしては初等数学で扱う数の 0 が挙げられるが、加法単位元の概念はもっと多くの、加法が定義される数学的構造（たとえば加法群や環）に対して定義されるものである。環などにおける加法単位元はしばしば零元と呼ばれる。

## 初等的な例
初等数学における加法単位元の例は数の 0 である。たとえば
5 + 0 = 5 = 0 + 5
が成り立つ。（0 を含む）自然数全体の成す集合 N やそれを包含する任意の集合（たとえば整数全体の成す集合 Z や有理数全体の成す集合 Q あるいは実数全体の成す集合 R および複素数全体の成す集合 C など）で、加法単位元は数 0 である。つまり、これらのいずれの種類の数 n に対しても
n + 0 = n = 0 + n
が成立する。N,Z,Q,R,C の加法については 0 のほかに加法単位元は存在しない。一般に単位元はただ一つだけ存在する。

## 厳密な定義
N を "+" で表される加法的演算のもとで閉じた集合とする。N における加法単位元とは、N の任意の元 n に対し、
e + n = n = n + e
を満たす N の元 e のことをいう。

## 進んだ例
- 加法的に書かれた群における加法単位元は、群の中立元（通常の意味での単位元）である。群の加法単位元は必ずただひとつ存在（後述）し、しばしば 0 で表される。
- 任意の環や体はその加法演算に関して加法群と呼ばれる群を成し、したがってただひとつの加法単位元 0 を持つ。考えている環（や体）がただひとつの元からなるのではない限り、加法単位元 0 は乗法単位元 1 とは異なる（後述）。
- 環 R 上の m-行 n-列行列の全体は、成分ごとの和に関して加法群を成す。その加法単位元を O で表せば、O は全ての成分が R の加法単位元 0 となるような m-行 n-列零行列である。たとえば、整数係数の 2-次正方行列の成す環 M2(Z) の加法単位元は{\displaystyle O={\begin{pmatrix}0&0\\0&0\end{pmatrix}}}で与えられる。
- 四元数体においても（実数などと同じ）数 0 が加法単位元である。
- R から R への（つまり実変数実数値の）函数全体の成す環 RR において、加法単位元は全ての実数を 0 に写す函数（零写像）0(x) ≡ 0である。
- Rn のベクトル全体の成す加法群の加法単位元は、原点（に対応する零ベクトル）である。

## 性質
群の加法単位元の一意性
(G, +) が群で、0, 0′ がともに G の加法単位元とすれば、g, h を G の任意の元として0 + g = g + 0 = g かつ 0′ + h = h + 0′ = hが満たされるから、g = 0′, h = 0 とすれば0 + 0′ = 0′ + 0 = 0′ かつ 0′ + 0 = 0 + 0′ = 0すなわち 0 = 0′ を得る。
加法単位元の零化作用
乗法が加法に対して分配的であるような代数系 S では、加法単位元 0 は任意の元を零化する、つまりS の任意の元 s に対して s • 0 = 0 となるという意味で乗法吸収元（零元）である。これはs • 0 = s •(0 + 0) = s • 0 + s • 0の両辺から s • 0 を簡約することにより得られる。
零環と加法および乗法の単位元
R を加法単位元 0 と乗法単位元 1 を持つ環とする。これら二つの単位元が等しい (0 = 1) とすると、R の任意の元 r に対し r = r × 1 = r × 0 = 0 となるから R は自明な零環 {0} となる。対偶をとれば、R が零環でなければ 0 と 1 は必ず異なる。